# فرودگاه آبی سنت بنیفک د شوینیگن-هیدروین
فرودگاه آبی سنت بنیفک د شوینیگن-هیدروین (به انگلیسی: Saint-Boniface-de-Shawinigan/Hydravion Adventure Water Aerodrome) یک فرودگاه همگانی است که یک باند فرود آب دارد. این فرودگاه در شهر سنت بونیفاس، کبک کشور کانادا قرار دارد و در ارتفاع ۲۷ متری از سطح دریا واقع شده است.